# Joseph Ruben
Joseph Porter Ruben (n. 10 mai 1950, Briarcliff Manor⁠(d), Westchester County, New York, SUA) este un producător, regizor și scenarist american.

## Carieră artistică
Unul din filmele sale din anii 1980, așa cum este Tatăl vitreg (The Stepfather), realizat în 1987, a devenit unul din filmele considerate „clasice”. Ulterior, în anii 1990, regizorul s-a axat pe filme „de masă”, concepute pentru a realiza încasări de casă mari, dintre care se poate menționa În pat cu dușmanul (Sleeping with the Enemy), cu Julia Roberts, care a avut încasări de peste $ 150 de milioane.
Alte filme, tot din aceeași perioadă, mai mult sau mai puțin pline de succes, au fost Fiul cel bun (The Good Son), cu Macaulay Culkin și Elijah Wood, Trenul cu bani (Money Train), cu Woody Harrelson și Wesley Snipes, și Întoarcere în Paradis (Return to Paradise), cu Vince Vaughn și Joaquin Phoenix. Unul dintre colaboratorii săi constanți este editorul George Bowers.
Regizorul a fost distins cu mai multe premii pentru filmele Tatăl vitreg (The Stepfather), Singur în fața legii (True Believer), cu Robert Downey Jr. și James Woods, și Dreamscape, cu Dennis Quaid.
Ultimele sale două filme sînt Penthouse North (cu Michael Keaton și Michelle Monaghan) și Locotenentul otoman (The Ottoman Lieutenant (cu Michiel Huisman, Hera Hilmar și Ben Kingsley).

## Filmografie
| An   | Film                    | Regizor | Producător | Scenarist | Note                  |
| ---- | ----------------------- | ------- | ---------- | --------- | --------------------- |
| 1974 | The Sister-in-Law       | No      | No         | No        |                       |
| 1976 | The Pom Pom Girls       | No      | No         | No        |                       |
| 1977 | Joyride                 | No      |            | No        |                       |
| 1978 | Our Winning Season      | No      |            |           |                       |
| 1980 | Breaking Away           | No      |            |           | Serial de televiziune |
| 1980 | Gorp                    | No      |            |           |                       |
| 1984 | Dreamscape              | No      |            | No        |                       |
| 1987 | The Stepfather          | No      |            |           |                       |
| 1989 | True Believer           | No      |            |           |                       |
| 1991 | Sleeping with the Enemy | No      |            |           |                       |
| 1993 | The Good Son            | No      | No         |           |                       |
| 1995 | Money Train             | No      |            |           |                       |
| 1998 | Return to Paradise      | No      |            |           |                       |
| 2004 | The Forgotten           | No      |            |           |                       |
| 2014 | Penthouse North         | No      | No         |           |                       |
| 2016 | The Ottoman Lieutenant  | No      |            |           |                       |